# Retrat de Giovanni Arnolfini
El Retrat de Giovanni di Nicolao Arnolfini és un petit retrat realitzat c. 1438 per Jan van Eyck. Es considera que representa la mateixa persona que al famós quadre de 1434 El matrimoni Arnolfini per la semblança de característiques facials. Segons això, aquest seria el segon retrat fet per Van Eyck de Giovanni di Nicolao Arnolfini, un ric comerciant de Lucca, una ciutat de la Toscana a Itàlia central, qui va passar la majoria de la seva vida a Flandes. La pintura es va considerar durant molt de temps que era un autoretrat; amb colors, vestits i to molt similar al retrat signat i datat d'Home amb caperó vermell de la National Gallery de Londres, el qual és generalment acceptat com a autoretrat. Fou més tard que l'obra va ser associada amb Arnolfini i la pintura del matrimoni Arnolfini. Actualment està a la Gemäldegalerie, Berlín.
Arnolfini porta un vestit de color verd fosc, amb folre de pell de color marró fosc. Porta un caperó vermell amb la cornette lligada a la part superior del cap, amb el patte penjant enrere. El bourrelet és retorçat. Se'l representa de forma realista; no s'intenta passar per alt les seves imperfeccions facials. Té ulls petits, lleugerament oriental, un nas gran i una mirada inescrutable.

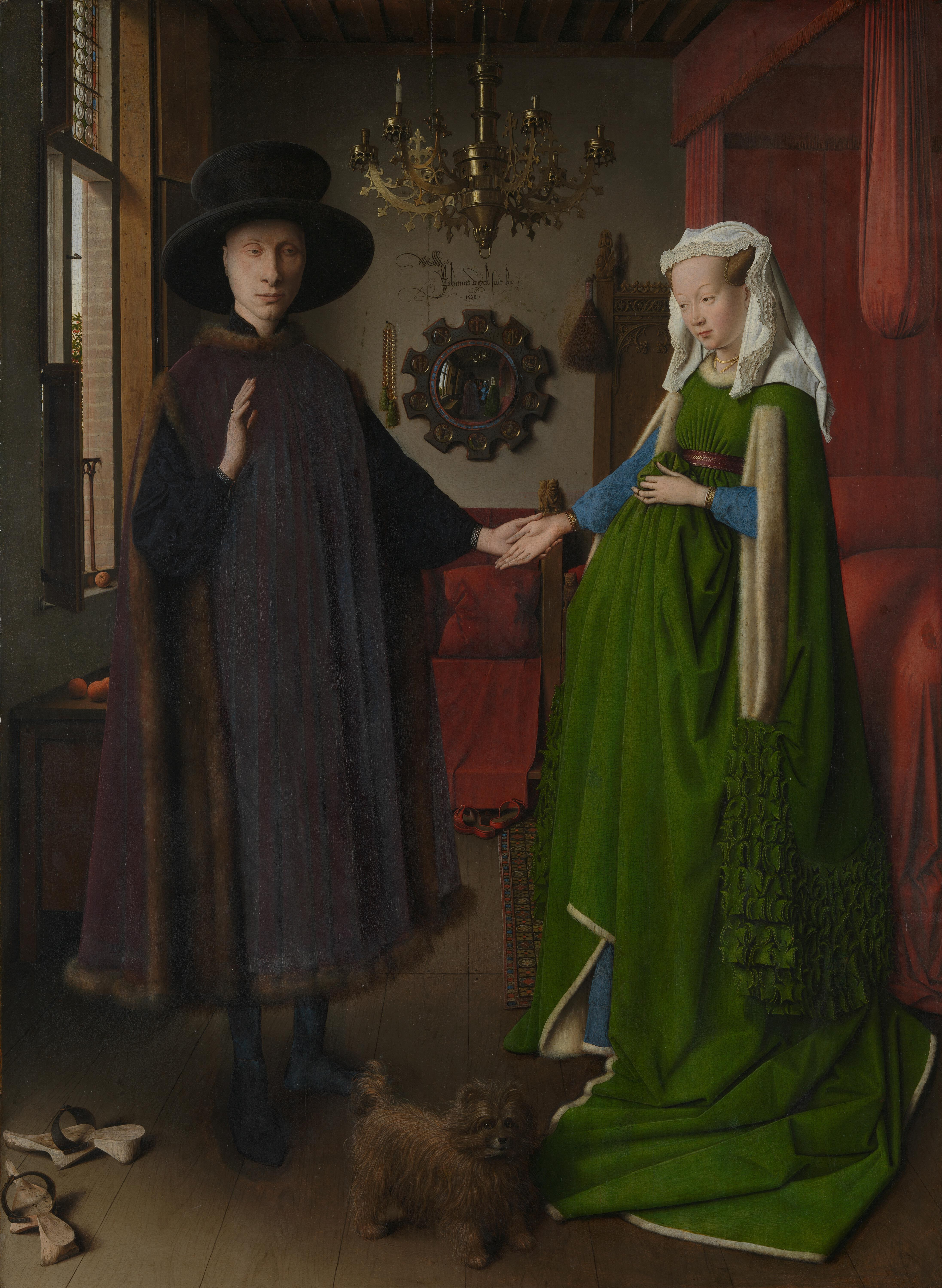
Jan van Eyck, Arnolfini Retrat, 1432. Galeria nacional, London

El significat i la importància del desplaçament, de la mà esquerra es desconeix. Pot relacionar-se amb les finances i el comerç, que podria ser un tipus de nota de crèdit internacional que acabava d'introduir-se a la banca europea.
Els braços creuats de Arnolfini haurien descansat en l'original, però ara perdut, marc. Igual que amb altres retrats de cap individuals de Van Eyck, el marc hauria contingut inscripcions que recollien la data de finalització. Els estudis sobre la data de la pintura ha variat, amb les probables dates que van des de 1434 a 1438. Avui dia la darrera data és generalment acceptat.
El fet que van Eyck pintés dos retrats d'Arnolfini ha portat a especular que era amic de l'artista. Durant molts anys les dues obres no estaven associades, i la identitat dels personatges era desconeguda. Sovint el retrat del matrimoni de Londres es va considerar com un retrat de l'artista i la seva dona, Margaret. El 1857, Crowe i Cavalcaselle van vincular el doble retrat de Londres amb els primers inventaris de Margarida d'Àustria del segle xvi, i van establir els retratats com Giovanni [di Arrigo] Arnolfini i la seva (possiblement ja morta) esposa, Giovanna Cenami.